# Обутковське
Обу́тковське (рос. Обутковское) — село у складі Макушинського округу Курганської області, Росія. 
Населення — 526 осіб (2010, 669 у 2002).
Національний склад станом на 2002 рік:
- росіяни — 75 %